# Нагорода Марка Мессьє
Нагорода Марка Мессьє за лідерство (англ. Mark Messier Leadership Award) — нагорода Національної хокейної ліги (НХЛ), яка визнає людину як найкращого лідера у своєму спорті, та як члена суспільства, який сприяє його розвитку. Її присуджують гравцеві, обраному членом «Зали слави хокею» Марком Мессьє, щоб відзначити особу, яка подає позитивний приклад завдяки виступам на льоду, завдяки мотивації членів команди, та завдяки відданості громадській діяльності та благодійним справам. Вперше її присудили під час сезону НХЛ 2006–07, і спонсорувала компанія Cold-fX. У сезоні НХЛ 2006–07 з листопаду 2006 до березня 2007 року нагороду присуджували щомісяця. Після завершення сезону НХЛ 2006–2007 нагороду присуджують щорічно.